# Instituto Peruano do Esporte
O Instituto Peruano do Esporte (Instituto Peruano del Deporte - IPD) é a entidade governamental que rege as atividades desportivas no Peru. É um organismo público descentralizado pertenecente ao Ministerio de Educação do Peru O IPD é composto pelas federações de cada esporte e conformado pelas direções regionais. Esta instituição se encarga de programar e executar a politica esportiva em todas as disciplinas reconhecidas. 